# هوس مايا 2
هوس مايا 2 (وأسمه الحقيقي بلا حد:Beyhadh) هو مسلسل تلفزيوني درامي رومانسي هندي والجزء الثاني من مسلسل هوس مايا، تم بثه لأول مرة في 2 ديسمبر 2019 على قناة تلفزيون سوني الترفيهي، بطولة جينيفر ونجت وأشيش تشودري وشيفين نارانغ. دبلح المسلسل للغة العربية وعرض على قناة إم بي سي بوليوود.
في وقت لاحق، تم الإعلان عن أن المسلسل توقف بسبب وباء كوفيد-19 مما أدى إلى إنهاء المسلسل بشكل مفاجئ.

## الإنتاج
المسلسل هو جزء ثاني من المسلسل الشهير هوس مايا (2016) بطولة جينيفر ونجت، كوشال تاندون، أنيري فاجاني، تم إصدار أول فيديو ترويجي للمسلسل في 1 أكتوبر 2019،
في حديثها عن المسلسل، قالت جينيفر ونجت: "في بلا حد، كانت مايا تبحث عن الحب وكانت جائعة لإهتمام أرجون. ولكن في الجزء الثاني من بلا حد، عادت مايا مع مخططات وقد تحمل كراهية في ذهنها. الكل أراد أن يعرف، من مايا في الموسم الأول، لكن الجميع الآن على دراية إلى أي مدة التي يمكن أن تصل إليها مايا لإنجاز رغباتها ".
بسبب وباء كوفيد-19، في 20 أبريل 2020، تم توقيف المسلسل من قبل القناة، واعترف المنتج باتيك شارما، بأعمال القناة ووصفها بأنها «في مصلحة جميع الأطراف المعنية، بما في ذلك المنتج والممثلين والكاتبون وبقية أفراد طاقم العمل». في بيان لـ تايمز اوف أنديا، ذكرت القناة أنهم توقفو عن إنتاج المسلسلات، بسبب انتشار كوفيد-19.  وأشاروا إلى أن مسلسل بلا حد كان «مقيد بالوقت»، وبسبب الوباء والتاخير جعل من الصعب على القناة الانتهاء من سرد قصة المسلسل حتى النهاية.

## القصة
تتعرض مانفي سينغ للخداع من أقرب شخص لها وأكثر رجل تحبه حيث يدمر حياتها ويقتل طفلها الذي لم يولد بعد، تعود مانفي للإنتقام مِن مَن دمر حياتها وتغير أسمها إلى مايا جايسينغ لتدمر وتنتقم تدريجيًا من الجميع في عائلة «روي» الذين دمرو حياتها سابقًا.

## الشخصيات

### الأدوار الرئيسية
- تخطط مايا جايسينغ (جينيفر ونجت) لتدمير أكبر عدوها، «إم جي»، الذي خان مانفي سينغ (الاسم الأصلي لمايا) وقتل طفلها الذي لم يولد بعد في الماضي.  تم إنقاذ مانفي من قبل فيكرام جايسينغ الذي أعاد تسميتها مايا جايسينغ.  لكنها تخدعه بعد زفافهما. بعد مؤامراتها القاتلة، تقتل مايا ريشي وتتزوج من رودرا وتعيد تسمية نفسها مايا رودرا روي وتنتقم تدريجيًا من الجميع في عائلة روي. (2019-2020)

- مريتونجاي «إم جي» روي (اشيش تشودري) هو رجل أعمال أناني. كان على علاقة مع حبيبة أبنه «رودرا روي» مما جعل مشاكل بينه وبين أبنه، لقد دمر أحلام مانفي سابقًا بخداعها في الماضي وقتل طفلها الذي لم يولد بعد مما غيّر براءة مانفي سينغ إلى الكارهة مايا جايسينغ وعادت لتدميره. (2019-2020)

- رودرا روي (شيفين نارانغ) هو رجل أعمال مستقل يدير شركته الخاصة منشورات روان.  يكره والده «إم جي» لأنه كان على علاقة مع حبيبته ولكن في وقت لاحق بدأ يحترمه. شريكته في العمل أنانيا تحبه لكنه يعتبرها فقط كصديقة، ويتزوج من مايا (2019-2020)

### الأدوار قيادية
- فيكرام جايسينغ هو مطارد مايا.  في الماضي كان قد أنقذ مانفي، وأعاد تسميتها مايا جايسينغ، واقترح عليها الزواج. ومع ذلك، تخونه في تاريخ الزواج وبسبب ذلك يعود إلى حياتها لاستعادتها.  يقتل راجيف ونانديني في هذه العملية. في وقت لاحق يدعم مايا ضد «إم جي» بعد أن خدعته (2020).

- أنانيا دوت هي شريكة أعمال لـ رودرا.  تحب رودرا لكنه يعتبرها صديقة فقط.  لكنها توقفت عن حب رودرا وتصديقه بعد أن خانها بالزواج من مايا (2019-2020).

- ريشي «ريش» روي هو الابن الأصغر ل أنتارا وإم جي، وقع في حب مايا بعد أن أنقذته من الغرق. تقتله مايا لاحقًا وتنتقم لموت طفلها البريء الذي لم يولد بعد (2019-2020).

- نانديني سينغ، بعد أن خانها إم جي وقتل ماناس، عانت من فقدان الذاكرة لمدة سبع سنوات، ساعدتها مايا على التعافي وتكمن في أن زوجها وماناس قد هجرهما ويعيشان في الولايات المتحدة. في وقت لاحق، تقطع معصمها وتموت بسبب فيكرام (2019-2020).

- أنتارا مريتونجاي روي تحب اسم وشهرة زوجها مريتونجاي «إم جي». هي مدمنة على المخدرات مما يجعل إم جي يستمر بتهديدها. ساعدت أنتارا إم جي في تدمير حياة مايا وبالتالي تواجه غضب مايا (2019-2020).

- الدكتورة ديا ميهتا حبيبة إم جي السرية. حاولت مساعدة إم جي على إجهاض طفل مايا الذي لم يولد بعد، وبالتالي ترسلها مايا إلى مستشفى للأمراض العقلية طوال الحياة  (2019-2020).

- كان راجيف تشاندرا صديق مايا المقرب وخبير الكمبيوتر.  وهو يعمل أيضًا كشريك مايا وشريكها في الجريمة.  دمر إم جي شركة راجيت.  لذلك يدعم راجيت مايا ضد إم جي لكنه يموت لاحقًا (2019-2020).

- عامر عبد الله هو شريك أعمال إم جي وصديق للعائلة. وغالبًا يعيش مع عائلة روي، ويساعد إم جي في حياته الشخصية المهنية، ساعد إم جي في تدمير حياة مايا.  لذا، فهو على قائمة مايا (2019-2020).

- نيلانجانا روي هي والدة إم جي. هي تكرهه بسبب شخصيته الأنانية وهي مدمنة على الكحول. بعد وفاة ريشي، تترك عائلة روي وتلوم إم جي على وفاته وتذهب إلى لندن (2019-2020).

- أنكيت كان صديق ريشي ومساعد إم جي.  طلب منه إم جي أن يختطف حبيبة ريشي ويختطف مايا لكنه يموت بينما يحاول إختطافهم (2019-2020).

- نرجس عبد الله هي زوجة عامر، مساعدة إم جي (2019).

- جوغي هو سائق إم جي الشخصي. لقد ساعد إم جي على تدمير حياة مايا وبالتالي فهو على قائمة مايا (2019-2020).

- سودهير دوت هو شريك إم جي التجاري وأب أنانيا. ساعد في قتل طفل مايا الذي لم يولد بعد، وبالتالي فهو في قائمة مايا (2020).

- كانت ميرا ميهرا صديقة ماناس وشريكة مايا.  بعد مقتل ماناس على يد إم جي، بدأت تكرهه.  لذا، بعد وفاة ريشي، قدمت تضحيتها من خلال ادعاء نفسها أنها صديقته لإنقاذ مايا من إم جي (2020).

- أديتيا روي هو ابن عم رودرا وريشي، وصحفي استقصائي. (2020).

- ماناس سينغ كان شقيق مانفي وصديق ميرا الذي قتل على يد إم جي (2020).